# Fulgurodes
Fulgurodes is een geslacht van vlinders van de familie spanners (Geometridae), uit de onderfamilie Ennominae.

## Soorten
- F. aculearia Guenée, 1858
- F. ahumata Dognin, 1893
- F. cluacina Druce, 1893
- F. inversaria Guenée, 1858
- F. lilianae Schaus, 1929
- F. luparia Guenée, 1858
- F. mayor Dognin, 1893
- F. monacharia Guenée, 1858
- F. panopea Druce, 1896
- F. parcitata Dognin, 1893
- F. perasata Dognin, 1893
- F. sartinaria Guenée, 1858
- F. virginalis Dognin, 1916